# The Game Plan
The Game Plan (Entrenando a papá en Hispanoamérica y Papá por sorpresa en España) es una película filmada en 2007 dirigida por Andy Fickman y sus protagonistas son Dwayne Johnson y Madison Pettis.

## Trama
Joseph "Joe" Kingman es un jugador de Fútbol Americano profesional, que vive una vida de lujo, fama y fortuna, tiene un increíble fanatismo por Elvis Presley y se desempeña como mariscal de campo de su equipo: los Rebeldes de Boston. 
En el último juego de la temporada regular de la Federación Americana de Fútbol Americano, el cual se enfrentan los Rebeldes y los Patos de Nueva York, sus peores archienemigos deportivos, Joseph, mejor conocido en su círculo social como "Joe Kingman", anota un touchdown preciso, después de ignorar a un receptor abierto, Travis Sanders. El público enloquece con la jugada audaz de Joe, quién celebra junto a sus fanáticos mediante una frase que resulta ser su lema de inspiración para el equipo: "¡Nunca digas No!". En la noche, durante la fiesta de año nuevo, Joe bromea con Sanders cuando éste comenta que debe volver a casa con su esposa e hijos, señalando con un porte fanfarrón que tiene que vivir. Sanders le reclama a Joe que una vida superficial y solitaria no es vida. La mañana siguiente, Joe se encuentra muy tranquilo, viendo un documental deportivo por televisión, donde se habla de sus hazañas en el campo de juego. Todo va bien hasta que el conductor del documental comienza a criticar duramente la actitud arrogante y egoísta del mariscal de campo lo cual hace que los Rebeldes se alejen del Gran Juego de Campeonato, para disgusto de Joe, quien cree que ya lo tiene todo para ganar. De pronto, una niña de 8 años llamada Peyton Kelly llega a la puerta de Joe diciendo que ella es su hija biológica, y argumentando que su esposa divorciada la envió allí a su encuentro. Su agente, Stella Peck, cree que esto será malo para su imagen y lo distrae con los próximos playoffs.
En la apertura de su propio restaurante, Joe sin darse cuenta se va sin Peyton, y está en la portada de un diario sensacionalista al día siguiente. Stella decide que Joe necesita una nueva imagen paternal. En una conferencia de prensa posterior, los periodistas hacen que Joe se sienta miserable, hasta que Peyton sale en su defensa, diciendo que él es nuevo en esto y lo hace lo mejor que puede, y que ella piensa que él es el mejor padre del mundo. Peyton luego dice que Joe tiene que pagarle, por lo que lo lleva a una academia de ballet dirigida por Monique Vásquez. Monique le pide a Joe que se una a su actuación de ballet para demostrarle que el ballet requiere la misma capacidad atlética que el fútbol. Joe y Peyton comienzan su relación después de que Peyton llama su comportamiento arrogante y egoísta a su atención. Joe lleva a Peyton y sus nuevos amigos al centro comercial donde comienza a desarrollar sentimientos románticos por Monique.
Los Rebeldes marchan a paso firme durante los playoffs a través de tres juegos de ruta: Denver en la ronda de Comodines, Indianápolis en la ronda Divisional y finalmente Baltimore en la ronda de Conferencia. Eventualmente consiguen el sueño de llegar al Gran Juego de Campeonato, celebrado en Arizona y se preparan para disputar por el título de campeones en una revancha de todo o nada contra los Patos de Nueva York. Stella le ofrece a Joe un contrato de $ 25 millones con Fanny's Burgers, un exitoso restaurante de comida rápida dirigido por Samuel Blake, Jr., si gana el juego y menciona el producto a la prensa. Mientras estaba en el almuerzo con Joe y Monique, Peyton revela accidentalmente que su madre no sabe que ella está con él. Se suponía que iba a ir a un programa de la escuela de ballet durante el mes, pero en su lugar se escapó para estar con Joe. Peyton luego tiene una reacción alérgica a las nueces en el postre que estaba comiendo, y Joe la lleva rápidamente al hospital; sin embargo, los médicos le dicen que la reacción es leve y que su hija estará bien. 
La ex cuñada de Joe y la guardiana legal de Peyton, Karen Kelly, quien supuestamente había muerto, llega para llevarla a su casa. Joe descubre que Sara, su exesposa y la madre de Peyton, murió en una colisión de tráfico seis meses antes, y que Peyton se escapó por su cuenta. Después de que Peyton escucha a Stella explicando que ella sería una distracción para Joe, Karen y Peyton regresan a casa. Más tarde, mientras revisa la bolsa de Peyton debajo de su cama, Joe encuentra algunas fotos y lee una carta de Sara, diciendo que escondió a Peyton lejos de Joe, ya que no quería que Peyton fuera una distracción para él. 
Llega el gran día del partido decisivo de todo o nada en el Gran Juego de Campeonato, donde los Rebeldes se enfrentan ferozmente a los Patos. Sin embargo, Joe anda algo aturdido y abrumado por los recientes acontecimientos, en su vida personal, por lo que su mente no está totalmente concentrada en el juego y pronto se lastima. Joe se sorprende al descubrir que Peyton ha llegado con Karen. Entendiendo las palabras anteriores de Joe sobre cómo quiere permanecer en la vida de Peyton, Karen decide dejar que Peyton viva con Joe, y asegurarse que la pequeña lleve el apellido Kingman. Cerca del final del último cuarto, Joe regresa, reorganizando el juego ofensivo de su equipo; pasa el balón al corredor, Jamal Webber, quien gana yardas positivas pero no consigue salir de los límites. Joe apura a su equipo a la línea con el reloj en marcha, y se precipita hacia adelante antes de ser noqueado fuera de límites. Con tiempo para una última jugada, Joe lanza un pase lob a Sanders, quien atrapa el pase, permitiendo a los Rebeldes de Boston ganar su primer Gran Juego de Campeonato. En una entrevista posterior al juego, Joe rechaza la oferta de Fanny's Burgers para estar con Peyton, celebrando junto a ella y el equipo, la victoria y el título.

## Reparto
- Dwayne Johnson como Joseph "Joe" Kingman.
- Madison Pettis como Peyton Kelly/Kingman.
- Kyra Sedgwick como Stella Peck.
- Roselyn Sánchez como Monique Vasquez.
- Morris Chestnut como Travis Sanders.
- Hayes MacArthur como Kyle Cooper.
- Brian J. White como Jamal Webber.
- Jamal Duff como Clarence Monroe.
- Paige Turco como Karen Kelly.
- Tubbs como Spike the Dog.
- Gordon Clapp como el entrenador Mark Maddox.
- Kate Nauta como Tatianna.
- Robert Torti como Samuel Blake, Jr.

## Críticas
Rotten Tomatoes publica una calificación basada en 73 críticos, en la que el 30% la califica como buena, mientras que el resto la tacha de ser «la típica comedia de Disney». En la escala de 0 a 100 del sitio Metacritic se posicionó en el puesto 44. 
En Hispanoamérica tuvo mucho éxito, especialmente en Argentina y Colombia, donde a día de hoy sigue siendo vista por muchos adolescentes.

## Ingresos
The Game Plan recibió $22.9 millones de dólares en 3,103 cines en la primera semana llevándola al #1 lugar de las películas más vistas en U.S. y en Canadá. El film estuvo en #1 en su segunda semana, recibiendo $16.6 millones de dólares.